# Zygmunt Szczęsny Feliński

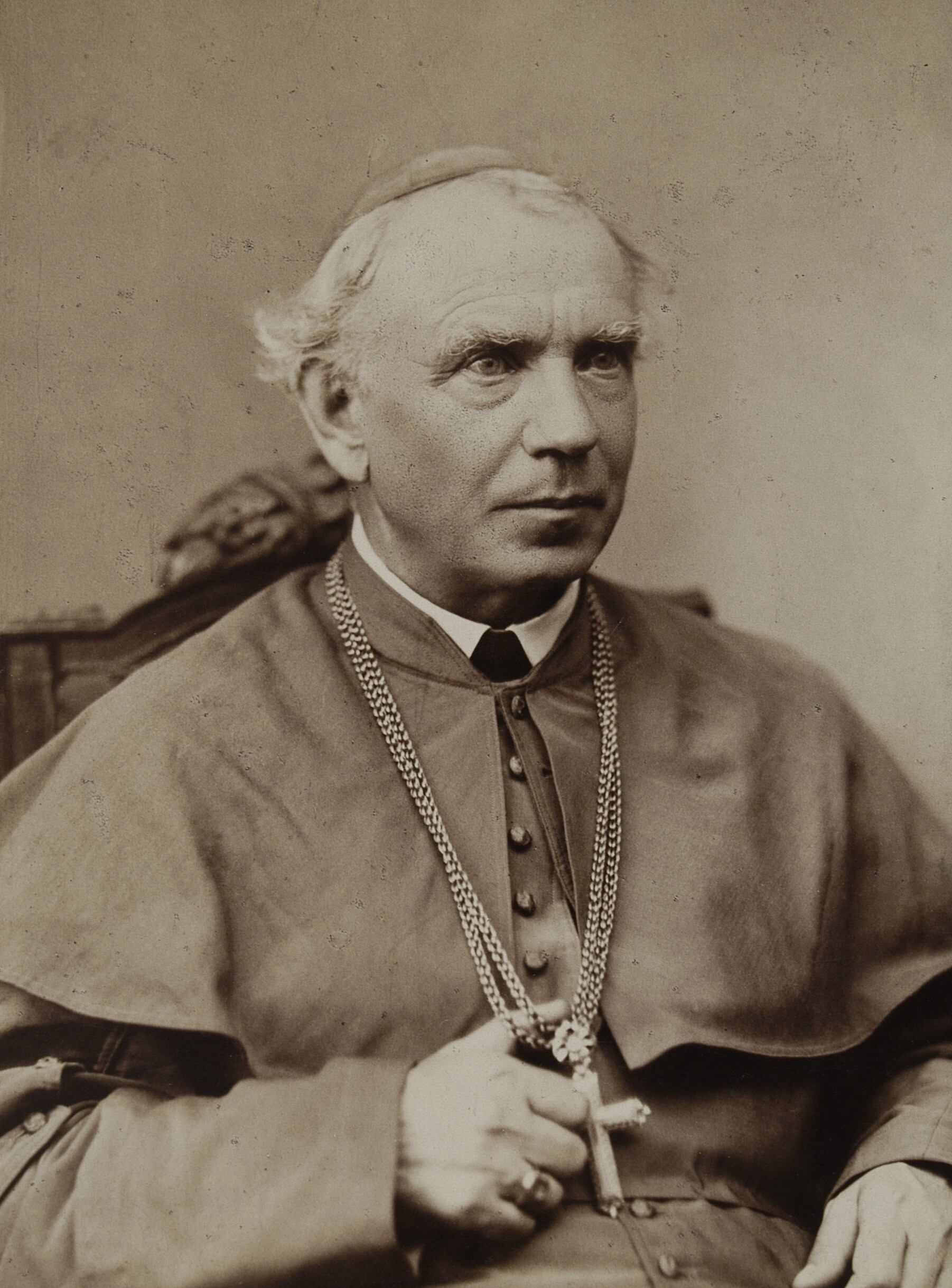
Zygmunt Szczęsny Feliński

Zygmunt Szczęsny Feliński (* 1. November 1822 in Wojutyn bei Łuck; † 17. September 1895 in Krakau) war Erzbischof von Warschau. Er wurde am 11. Oktober 2009 von Papst Benedikt XVI. heiliggesprochen; sein Gedenktag ist der 17. September.

## Leben
Feliński, Sohn  der Schriftstellerin Ewa Felińska, studierte in Moskau und Paris Mathematik. Als 1848 im preußischen Teilungsgebiet der Großpolnische Aufstand ausgebrochen war, ging er in das Großherzogtum Posen, wo er im Kampf um Miłosław verwundet wurde. Am 8. September 1855 empfing er in der Ukraine die Priesterweihe. 1857 gründete er in St. Petersburg die franziskanische Schwesterngemeinschaft der Familie Mariens.
Am 6. Januar 1862 wurde er von Pius IX. zum Erzbischof des Erzbistums Warschau ernannt und empfing am 26. Januar 1862 durch Erzbischof Waclaw Zylinski in St. Petersburg die Bischofsweihe. 1863 wurde er von der Regierung im Rahmen der zaristischen Maßnahmen gegen den Januaraufstand für 20 Jahre nach Jaroslawl verbannt. Dort baute er die römisch-katholische Pfarrgemeinde auf und unterstützte andere Verbannte.
Nach Verhandlungen zwischen dem Zarenreich und dem Heiligen Stuhl wurde ihm die Ausreise aus Russland erlaubt. Am 15. März 1883 verzichtete er auf das Amt des Erzbischofs von Warschau und wurde von Leo XIII. zum Titularerzbischof von Tarsus ernannt. Die letzten 12 Jahre seines Lebens verbrachte er in Galizien.
Felińskis sterbliche Überreste wurden 1920 nach Warschau überführt, wo sie in der Johanneskathedrale verehrt werden.
Zygmunt Szczęsny Feliński wurde am 17. August 2002 durch Papst Johannes Paul II. selig und am 11. Oktober 2009 von Papst Benedikt XVI. heiliggesprochen.